# Isabella Kopecny
Isabella Kopecny (12 de mayo de 1992) es una deportista australiana que compitió en judo. Ganó dos medallas de oro en el Campeonato de Oceanía de Judo en los años 2010 y 2011.

## Palmarés internacional
| Campeonato de Oceanía | Campeonato de Oceanía | Campeonato de Oceanía | Campeonato de Oceanía |
| Año                   | Lugar                 | Medalla               | Categoría             |
| --------------------- | --------------------- | --------------------- | --------------------- |
| 2010                  | Canberra (Australia)  | Medalla de oro        | –78 kg                |
| 2011                  | Papeete (Francia)     | Medalla de oro        | –78 kg                |